# نسل‌کشی گواتمالا
نسل‌کشی گواتمالا، نسل‌کشی سرخپوستان مایا، یا هولوکاست خاموش، عنوانی برای قتل‌عام شهروندان مایایی در دوران دولت نظامی گواتمالا است. این قتل‌عام در عملیات‌های نظامی برای خاموش کردن اعتراضات در این کشور رخ داده‌است. از سال ۱۹۶۵م-۱۳۴۴ش، قتل‌عام، سر به نیست کردن، شکنجه، اعدام‌های خلاصه شبه نظامیان (محاکمات کوتاه) و خصوصاً اعدام افراد غیرنظامی که با شورشیان همکاری می‌کردند توسط نیروهای امنیتی مورد حمایت دولت ایالات متحده آمریکا بسیار شایع بوده‌است. اینگونه اقدامات، سیاست پایا و دیرینه رژیم نظامی گواتمالا بوده که مقامات رسمی ایالات متحده از آنها آگاه بوده‌اند. طی گزارشی (۱۹۸۴) «قتل هزاران نفر توسط دولت نظامی که اقتدار خود را با ترور حفظ می‌کند» اعلام می‌گردد. دیده‌بان حقوق بشر، عملیات‌های دولت نظامی را اقدامات «فوق‌العاده بی رحمانه» توسط نیروهای مسلح علیه غیرنظامیان غیر مسلح توصیف می‌کند.
این سرکوب‌ها در استانهای شمالی که عمدتاً بومیان زندگی می‌کردند و چریک‌های EGP (ارتش چریک‌های فقرا) در آن فعالیت داشتند به سطحی رسید که می‌توان آنرا نسل‌کشی نامید. به‌طور سنتی، سیستم نظامی حاکم، بومیان مایایی را به دیده افرادی پست‌تر و مادون انسان می‌انگاشتند و با شکل‌گیری شورش‌های بومیان، نظامیان کشتار و ناپدید کردن وسیع روستاییان بومی را آغاز کردند. در حالیکه کشتار روستاییان بومی قبل تر نیز در جنگ اتفاق افتاده بود، استفاده سیستماتیک از ترور علیه جمعیت بومیان حدود سال ۱۹۷۵ آغاز گردید و در میانه دهه ۸۰ میلادی به اوج خود رسید. در جریان این مناقشات، نظامیان ۶۲۶ قتل‌عام را علیه بومیان مایایی ترتیب دادند. ارتش گواتمالا به تنهایی نابودی ۴۴۰ روستا را بین سالهای ۱۹۸۱ تا ۱۹۸۳، که شدیدترین فاز سرکوب‌ها اتفاق افتاد، به‌صورت رسمی تأیید کرده‌است. در بعضی از شهرها مثل رابینال و نباج، حداقل یک سوم روستاها تخلیه یا نابود شد. در سال ۱۹۸۵ تحقیقی توسط بخش نوجوانان دیوان عالی کشور گواتمالا انجام شد که بواسطه آن مشخص گردید بالای ۲۰۰٬۰۰۰ کودک حداقل یکی از والدین خود را در کشتارها از دست داده‌اند. از این تعداد، ۲۵ درصد هر دو والدین خود را از دست داده بودند که به عبارت دیگر حدود ۴۵ هزار تا ۶۰ هزار گواتمالایی بالغ طی پنج سال از ۱۹۸۰ تا ۱۹۸۵ کشته شده‌اند. این آمار بدون در نظر گرفتن کودکانی است که در وقایعی همچون کشتارهای ریو نگرو هدف قتل‌عام دسته جمعی قرار گرفته بودند. ژنرال افراین ریوس مونت (۱۹۸۲–۱۹۸۳) به دلیل نقش وی در فجیع‌ترین مرحله نسل‌کشی بومیان مقصر شناخته شد.
تخمین زده می‌شود ۲۰۰٬۰۰۰ گواتمالایی در طول جنگ داخلی گواتمالا کشته شدند، این آمار ۴۰٬۰۰۰ نفر که «ناپدید شدند» را نیز شامل می‌شود. ۹۳ درصد اعدام‌های غیرنظامی توسط نیروهای دولتی انجام شده‌است. از ۴۲٬۲۷۵ مورد قتل و «ناپدید شدن» که توسط کمیسیون تبیین تاریخ (CEH) ثبت شده‌است، ۸۳٪ قربانیان مایا و ۱۷٪ لادینو بودند. کمیسیون شفاف سازی تاریخی تحت حمایت سازمان ملل متحد در سال ۱۹۹۹ به این نتیجه رسید که نسل‌کشی به دست نیروهای مسلح تحت حمایت ایالات متحده اتفاق افتاده‌است، و اینکه آموزش افسران گواتمالایی در فنون ضد شورش توسط ایالات متحده آمریکا «در طول درگیری‌های مسلحانه، تأثیر قابل توجهی در نقض حقوق بشر داشته‌است.»

## سازمان ترور
سازمان اطلاعات و امنیت گواتمالا عمدتاً توسط دو گروه اداره می‌شده‌است: یکی بخش اطلاعات ارتش که با عنوان "G-2" یا S-2 شناخته می‌شود و واحد اطلاعاتی دیگر به نام ریاست امنیت ریاست جمهوری که با نام "Archivo" یا AGSAEMP (بایگانی و خدمات پشتیبانی ستاد عمومی ریاست جمهوری) شناخته می‌شود.
سازمان اطلاعاتی Archivo با بودجه و پشتیبانی مشاوران آمریکایی در زمان رئیس‌جمهور انریکو پرالتا آزوردیا تشکیل شد. این سازمان طی این مدت به نام سازمان اطلاعات ریاست جمهوری شناخته می شد. یک بانک اطلاعاتی ارتباط از راه دور موسوم به مرکز ارتباطات منطقه ای یا La Regional در این آژانس به‌وجود آمد که کار یکپارچه سازی آنرا سهولت بخشید و به عنوان بخش مهمی از شبکه اطلاعاتی گواتمالا عمل کرد. این بانک اطلاعاتی یکپارچه و قدرتمند، La Regional، بین آژانس اطلاعاتی ریاست جمهوری و کلیه ارگانهای اصلی امنیتی، از جمله پلیس ملی، گارد خزانه داری، پلیس قضایی، از طریق فرکانس بینابینی VHF-FM ارتباط برقرار می‌کرد. La Regional همچنین به عنوان منبعی برای سوابق و اطلاعات جمع‌آوری شده بکار گرفته می‌شد. این اطلاعات در مورد مظنونین اطلاعاتی بود که برای شناسایی چپ‌ها، اتحادیه‌های صنفی، فعالان دانشجویی، روحانیت و غیره مورد استفاده قرار می‌گرفت. همچنین، از این اطلاعات برای تهیه لیست افرادی که ترور شده بودند استفاده می‌شد.
دستور برای اجرای ترورها و «سر به نیست کردن» از سلسله مراتب به نیروهای امنیتی سطح پایین‌تر مانند پلیس قضایی (که بعداً به عنوان کارآگاهان پلیس ملی و DIT تغییر نام دادند) یا گارد خزانه داری منتقل می‌شد. این فرامین محرمانه، افرادی را از پادگانهای ارتش استان فرا می‌خواند تا برای اهداف نامشخص به پایتخت فرستاده شوند. فرماندهان ارتش استان‌ها یا با تماس مستقیم فرماندهان استانی، نیروهای محرمانه پلیس خزانه داری و پلیس ملی برای انجام ماموریت‌ها در دسترس بودند. این نیروهای محرمانه در پایتخت با استفاده از این سیستم گردآوردی شدند و اغلب در عملیات پنهانی شامل استفاده از «جوخه‌های مرگ» مورد استفاده قرار می‌گرفتند.
دادگاه حقوق بشر بین آمریکایی اظهار داشته‌است که سرویس‌های اطلاعاتی در گواتمالا مسئول نقض متعدد حقوق بشر در این کشور هستند. کمیسیون حقیقت یاب می‌نویسد که فعالیت این سرویس‌های اطلاعاتی شامل استفاده از مراکز بازداشت غیرقانونی یا «زندان‌های مخفی» بود که تقریباً در کلیه مکان‌های نظامی وجود داشت. این زندان‌های مخفی در بسیاری از تأسیسات پلیس و حتی در خانه‌ها و سایر اماکن خصوصی نیز قرار داشتند. در این مکانها، قربانیان نه تنها از آزادی محروم می‌شدند بلکه تقریباً برای روزهای پیاپی تحت بازجویی، شکنجه قرار می‌گرفتند، لازم است ذکر شود در بیشتر موارد، بازداشت شدگان ناپدید شدند یا اعدام شدند.
CEH اظهار داشت که گروه‌های چریکی به هیچ وجه در جریان درگیری مسلحانه داخلی، از توانایی نظامی لازم برای تهدید قریب‌الوقوع برای دولت برخوردار نبوده‌اند. مبارزان شورشی بسیار کمتر از آن بودند که بتوانند در عرصه نظامی با ارتش رقابت کند. نیروهای ارتشی دارای تعداد بیشتری سرباز و تسلیحات برتر و همچنین آموزش و هماهنگی بهتر می‌بودند. دولت و ارتش به خوبی می‌دانستند که ظرفیت نظامی شورشیان تهدیدی واقعی برای نظم سیاسی گواتمالا بحساب نمی‌آید. CEH نتیجه می‌گیرد که دولت عمداً تهدیدات نظامی شورشیان را بزرگنمایی کرده‌است، تا با عنوان دشمن داخلی سرکوب‌ها و قتل‌عام را توجیه نماید. برچسب زدن به تمامی مخالفان اعم از دموکرات و غیر-دموکرات، معترضان صلح طلب یا چریکی، کمونیست یا غیر کمونیست، جهت توجیه جنایات متعدد نظامیان تحت حمایت دولت ایالات متحده بوده‌است. در مواجهه با مخالفت‌های گسترده سیاسی، اجتماعی، اقتصادی و فرهنگی، دولت رو به سرکوب، سر به نیست کردن و ارعاب مخالفان آورد. دولت این کار را توسط ارتش و نیروهای امنیت ملی انجام داد. بر این اساس، CEH توضیح می‌دهد که چرا اکثریت قربانیان، چریک نبودند و شهروندان معمولی این کشور بحساب می‌آمدند. در این کشتار برنامه‌ریزی شده قرار بر قتل‌عام ۳۵٬۰۰۰ نفر بود.

## سرکوب در دهه ۱۹۶۰ و ۱۹۷۰
در اواسط دهه ۱۹۶۰، استفاده از ترور توسط نیروهای نظامی و انتظامی در گواتمالا شایع شد. دولت نظامی شروع به استفاده از "سر به نیست کردن" به عنوان یک تاکتیک برای از بین بردن زیرساختهای چریک‌های PGT و MR-13 کرد. در سوم و پنجم مارس ۱۹۶۶، G-2 و پلیس قضایی گواتمالا به سه خانه در شهر گواتمالا یورش بردند و اعضای بیست و هشت اتحادیه صنفی و همچنین اعضای PGT را دستگیر کردند. افراد دستگیر شده عمدتاً عضو کمیته مرکزی PGT بودند. در میان دستگیرشدگان رهبر فدراسیون روستاییان، لئوناردو کاستیلو فلورس، قرار داشت. همگی این افراد در حالی که در بازداشت نیروهای امنیتی بودند "ناپدید" شدند و در ماه‌های بعد توسط مطبوعات گواتمالا به "۲۸" مشهور گردیدند. این حادثه با موجی از "ناپدید شدن هاًی بدون توضیح در شهر گواتمالا و حومه آن ادامه یافت که در مطبوعات گواتمالا بازتاب داشت.
هنگامی که سانسور مطبوعات برای مدت کوتاهی برداشته شد، بستگان "۲۸" و شهروندان دیگری که در منطقه نظامی زاکاپا-ایزابل ناپدید شده بودند، برای پیگیری موضوع به مطبوعات یا به انجمن دانشجویان (AEU) مراجعه کردند. بعداً با استفاده از بخش حقوقی این انجمن، AEU به نمایندگی از افراد "ناپدید شده" برای حکم آزادی آنها به دستگاه قضایی فشار آورد. دولت هرگونه دخالت در قتل‌ها و ناپدید شدن‌ها را تکذیب کرد. در ۱۶ ژوئیه ۱۹۶۶، AEU گزارش مفصلی در مورد سوءاستفاده از قدرت در ماه‌های پایانی رژیم پراتالا منتشر کرد. در این گزارش از سی و پنج فرد به عنوان عوامل درگیر در قتل‌ها و سر به نیست کردن‌ها نام برده شد. عمده این افراد از جمله کمیساران نظامی و اعضای پلیس آمبولانس نظامی (PMA) بودند که با سازمان اطلاعاتی G-2 همکاری می‌کردند. پس از انتشار این گزارش، حملات "جوخه مرگ" به انجمن دانشجویان و دانشگاه سان کارلوس شدت گرفت. بسیاری از دانشجویان حقوق و اعضای انجمن دانشجویان ترور شدند.
استفاده از چنین تاکتیک‌هایی برای خاموش کردن صدای معترضان، پس از مراسم سوگند رئیس‌جمهور جولیو سزار مندز مونته‌نگرو افزایش یافت. رئیس‌جمهور در تلاش برای جلب عناصر راست‌گرا در ارتش به آنها این اختیار را داد تا از هر وسیله ای برای بازگشت آرامش به کشور استفاده کنند. متعاقباً ارتش برنامه ضد شورش را به‌طور خودمختار از خانه ریاست جمهوری اجرایی کرد و سرهنگ مانوئل فرانسیسکو سوزا اویلا معاون وزیر دفاع را به عنوان «هماهنگ‌کننده اصلی عملیات ضدشورش» منصوب کرد. علاوه بر این، ستاد کل ارتش و وزارت دفاع، کنترل آژانس اطلاعاتی ریاست جمهوری را به دست گرفتند و آن را به عنوان سرویس امنیت ملی گواتمالا (SSNG) تغییر نام دادند.
در شهرها و حومه آنها، افراد مظنون به همکاری با چپ گرایان به‌طور بی‌سابقه ای ناپدید شدند یا به قتل رسیدند. در حومه شهرها بیشتر «سر به نیست شدن‌ها» و قتل‌ها توسط گشت‌های ارتش و پلیس‌های PMA صورت می‌گرفت در حالی که در داخل شهرها آدم‌ربایی و «ناپدید شدن» معمولاً توسط افراد مسلح لباس شخصی انجام می‌شد که وابسته به ارتش یا نیروهای انتظامی نبودند. پلیس و ارتش، هر گونه ارتباط با این افراد را انکار کردند و انگشت اتهام را به سمت جوخه‌های مرگ شبه نظامی نشانه رفتند. این جوخه‌ها مرتبط با راست گرایان بودند که مستقل از دولت گواتمالا عمل می‌کردند.
یکی از بدنام‌ترین جوخه‌های مرگ که در این دوره فعالیت داشت، MANO بود که به نام Mano Blanca که به معنی دست سفید است نیز معروف بود. این گروه در ابتدا توسط جنبش لیبرال ملی (MLN) به عنوان یک جبهه شبه نظامی در ژوئن سال ۱۹۶۶ برای جلوگیری از منصوب شدن رئیس‌جمهور مندز مونته‌نگرو تشکیل شده بود اما کنترل این گروه بسرعت توسط ارتش بدست گرفته شد و بعنوان جزئی از دستگاه‌های ضد شورش این کشور گنجانیده شد. این جوخه مرگ در حالی که تنها گروه مرگ بود که به‌طور مستقل از دولت تشکیل شده بود اعضای نظامی زیادی را گردآورده بود و هزینه‌های آن توسط ملاکان ثروتمند فراهم می‌شد. گروه MANO اطلاعات خودش را از طریق سازمان‌های اطلاعات نظامی بدست می‌آورد.
اولین اعلامیه‌های MANO در ۳ ژوئن ۱۹۶۶ در شهر گواتمالا دیده شد. در این اعلامیه‌ها خبر شکل‌گیری قریب‌الوقوع «دست سفید» یا «دستی که خائنان به سرزمین پدری را ریشه کن خواهد کرد» منتشر شد.  در اوت ۱۹۶۶، اعلامیه‌های MANO از طریق هواپیماهای سبک در سراسر شهر گواتمالا پخش شدند. این هواپیماها آشکارا در پایگاه نیروی هوایی لا آرورا فرود آمدند. پیام اصلی فرود آمدن این هواپیماها در پایگاه ارتش این بود که همه شهروندان میهن‌پرست باید کاملاً از ابتکار عمل ضد شورش ارتش حمایت کنند. پیام این عملیات‌ها این بود که ارتش بزرگترین نهاد برای حفظ نظم و افتدار در هر طول و عرض جغرافیایی بود و اینکه «حمله به ارتش، ایجاد تفرقه در آن، یا حتی آرزو برای نابودی آن به‌طور قطع خیانت به میهن است.»

### برنامه زاکاپا: ۱۹۸۹–۱۹۶۶ (۱۳۴۵ تا ۱۳۶۸)
در اکتبر سال ۱۹۶۶، با افزایش کمک‌های نظامی ایالات متحده، ارتش ۵۰۰۰ نفری گواتمالا عملیات گسترده‌ای با عنوان برقراری نظم و به نام «عملیات گواتمالا» را در بخش‌های زاکاپا و ایزابل انجام داد. سرهنگ کارلوس آرانا اوزوریو به عنوان فرمانده «منطقه نظامی زکاپا-ایزابال» منصوب شد و با هدایت و آموزش ۱۰۰۰ کلاه سبز ارتش آمریکا مسئولیت برنامه ضد شورش علیه بومیان مایایی را به عهده گرفت. تحت فرمان سرهنگ آرانا، استراتژیست‌های نظامی، جوخه‌های مرگ شبه نظامیان را تشکیل می‌دادند تا مکمل یگان‌های منظم ارتش و پلیس در عملیات ترور مخفیانه علیه پایگاه پشتیبانی غیرنظامیان FAR عمل کنند. نیرو، سلاح، بودجه و دستورالعملهای عملیاتی به این سازمان‌ها توسط نیروهای نظامی تحویل داده می‌شد. جوخه‌های مرگ با مصونیت از مجازات اداره می‌شدند، به این ترتیب که توسط دولت به آنها اجازه داده می‌شد تا بومیان متهم به شورش و افرادی که از آنها حمایت می‌کردند را به قتل برسانند. عضویت غیرنظامیان در واحدهای شبه نظامی ارتش، عمدتاً توسط طرفداران راست گرایان افراطی و وابسته به جنبش لیبرال ملی (MLN) صورت می‌پذیرفت. این جنبش توسط ماریو ساندوال آلارکین که در کودتای ۱۹۵۴ نقش داشت تأسیس و رهبری می‌شد. تا سال ۱۹۶۷، ارتش گواتمالا ادعا کرد که ۱۸۰۰ شبه نظامی را تحت کنترل مستقیم خود دارد.
لیست‌های سیاه تهیه شد که متشکل از افرادی مشکوک به همکاری با چریک‌ها بود و همچنین افرادی که گرایش‌های کمونیستی داشتند. زمانی که سربازان و شبه نظامیان از منطقه زاکاپا عبور می‌کردند به‌طور سیستماتیک شورشیان و افراد مشکوک به همکاری با آنها را دستگیر می‌کردند. دستگیرشدگان یا در محل کشته می‌شدند یا پس از انتقال به اماکن مخفی «سربه نیست» می‌گشتند. در روستاهایی که ارتش آنها را حامی FAR تشخیص می‌داد، رهبر روستاییان را به‌طور علنی اعدام و افراد محلی را تهدید به اعدام بیشتر در صورت عدم همکاری روستائیان با مقامات می‌کرد. قرارگاه ارتش، «لا پالما»، در نزدیکی ریو هوندو در زاکاپا تنها یکی از مکان‌های مخفی و بیشماری بود که ارتش برای بازداشت و شکنجه مظنونین استفاده می‌کرد. در این مکان‌ها صدها مظنون به عضویت یا همکاری با FAR تحت شکنجه و اعدام قرار می‌گرفتند. غالباً نیروی‌های دولتی اجساد قربانیان را ملأ عام روی هم انباشته می‌کردند تا ایجاد فضای رعب و وحشت کمک کنند. مطبوعات نیز به‌طور مرتب حاوی گزارش‌هایی از اجساد غیرقابل تشخیص بودند که در رودخانه موتاگوا رها شده بودند و آثار شکنجه و مثله شدن در پیکر آنها دیده می‌شد. بنا بر گزارش‌ها، ماهیگیران در شهرداری گوالان به دلیل یافتن تعداد بالای اعضای بدن تکه‌تکه شده در تورهایشان، مجبور به توقف ماهیگیری می‌شدند.
براوردها از تعداد قربانیان عملیات ضد تروریسم به رهبری ارتش در شرق گواتمالا به هزاران تا ده‌ها هزار نفر می‌رسد. در گزارش سال ۱۹۷۶، سازمان عفو بین‌الملل به براوردهایی اشاره کرد که تعداد قربانیان را تا ۸۰۰۰ روستایی بالا می‌برد. براوردهای دیگر تلفات را ۱۵٬۰۰۰ قربانی اعلام می‌کرد که در در دوره مندز در زاکاپا اتفاق افتاده بود. در نتیجه این کشتارها به دلیل وحشیگرهای رخ داده، سرهنگ آرانا اوزوریو به «قصاب زاکاپا» معروف گردید. بسیاری از همقطاران اوزوریو که از مقامات بلندپایه ارتش بودند و بعنوان «گروه زاکاپا» شناخته می‌شدند، در رژیم نظامی که بعداً حاکم شد مقامات رده بالایی را بدست آورند. در میان آنها که در برنامه کشتار زاکاپا شرکت داشتند، چهار رئیس‌جمهور آینده گواتمالا از جمله آرانا اوزوریو (۱۹۷۰–۱۹۷۴)، ژنرال یوجین گارسیا (۱۹۷۴–۱۹۹۴)، ژنرال رومئو لوکاس گارسیا (۱۹۷۸–۱۹۸۸) و ژنرال اسکار هومبرتو مژیا ویکتوریا (۱۹۸۳–۱۹۸۳) قرار داشتند و رئیس اطلاعاتی پادگان Arana، سرهنگ چوپینا باراهونا، به عنوان فرمانده پلیس نظامی متحرک (PMA) و بعداً رئیس پلیس ملی منصوب گردید.

### دوره ریاست جمهوری آرانا اوزوریو: ۱۹۷۴–۱۹۷۰ (۱۳۴۸ تا ۱۳۵۲)
در ژوئیه ۱۹۷۰، کلنل کارلوس آرانا اوزوریو به عنوان رئیس‌جمهور تحلیف شد. با پشتیبانی ارتش، اوزوریو اتحادی بین MLN - مبتکران جوخه مرگ MANO - و حزب بنیاد دموکراسی (MLN-PID) ایجاد نمود. وی اولین گروه از حاکمان نظامی است که با حزب بنیاد دموکراسی اتحاد ایجاد کرد. این بنیاد در دهه ۱۹۷۰ و اوایل دهه ۱۹۸۰ بر فضای سیاسی کشور گواتمالا تسلط داشت. رئیس‌جمهور پیش از او، خولیو سزار مندز، با وجود اینکه تحت امر ارتش بود، یک غیرنظامی بود. اوزوریو برای این انتخاب شده بود که قول از بین بردن مشکلات مربوط به نظم و قانون را می‌داد. او مسئول عملیات تروریستی در زکاپا بود و یک تندرو ضدکمونیست و راست‌گرای افراطی بود. در یکی از نطق‌هایش اظهار داشت: «اگر برای ایجاد آرامش و حفظ نظم لازم باشد کشور را به گورستان تبدیل کنم، برای انجام این مهم درنگ نخواهم کرد.»
با وجود اینکه فعالیت‌های مسلحانه شورشیان در آن زمان به حداقل رسیده بود، در تاریخ در ۱۳ نوامبر ۱۹۷۰، اوزوریو "وضعیت محاصره" اعلام کرد و از ساعت ۹:۰۰ تا ۵:۰۰ صبح منع رفت‌وآمد مقرر کرد و در این مدت برای تمامی وسایل نقلیه و همچنین عابران پیاده - از جمله آمبولانس‌ها، ماشین‌های آتش‌نشانی، پرستاران و پزشکان در تمامی کشور منع تردد اعلام گردید. این محاصره با بازرسی‌های خانه به خانه توسط پلیس همراه بود که طبق گزارش‌ها در پانزده روز نخست "وضعیت محاصره" منجر به ۱۶۰۰ بازداشت تنها در پایتخت شد. در آن زمان روزنامه نگاران خارجی منابع دولتی طبقه‌بندی شده و فوق سری را افشا کردند که خبر از ۷۰۰ اعدام توسط نیروهای امنیتی یا جوخه‌های شبه نظامی در دو ماه اول "دولت محاصره" را تأیید می‌کرد. این اسناد در انطباق با اسناد مخفی آژانس اطلاعات دفاعی ایالات متحده بود که کشته شدن صدها مظنون "تروریست و راهزن" را در حومه گواتمالا توسط نیروهای امنیتی تأیید می‌کرد.
همزمان با ادامه یافتن سرکوب‌ها در حومه شهر، دولت اوزوریو، با وجود کمترین فعالیت چریکی از سمت معترضان، موج بی‌سابقه ای از قتل و "سر به نیست کردن" مخالفان را در پایتخت آغاز کرد. اوزوریو دست به ایجاد آژانس پلیس مخفی زد که لباس شخصی داشتند و به "کارآگاهان پلیس ملی" معروف شدند. این نیروها در فعالیت‌های نظارتی و پلیس سیاسی و با هدایت آژانس‌های اطلاعاتی ایالات متحده دوره دیده بودند. این آژانس امنیتی جدید - همگام با کماندوهای ویژه ارتش و واحدهایی از "سپاه چهارم" پلیس ملی - هزاران مظنون به براندازی در "دولت محاصره" را ربوده و به قتل رساند. درست مثل عملیات قبلی در زاکاپا، اجساد شناور در رودخانه‌ها پیدا شدند. به همین دلیل، هر روز اجساد شکنجه شده، تکه‌تکه شده و ناشناخته در آمفی تئاتر بیمارستان‌های دولتی شهر گواتمالا برای شناسایی توسط نزدیکان افراد گمشده در معرض عموم قرار می‌گرفت. در میان قربانیان اجساد افرادی که در رسانه‌ها با اوزوریو مخالفت آشکار می‌کردند نیز دیده می‌شد. قربانیان شامل اعضای جنبش‌های سیاسی چپ، اتحادیه‌های کارگری و فعالان دانشجویی نیز بودند. مانند سرکوب قبلی، عوامل امنیتی دست به سر به نیست کردن دسته جمعی افراد زدند. تنها در یک مورد که در ۲۶ سپتامبر ۱۹۷۲ رخ داد، کارآگاهان پلیس ملی، هشت رهبر بلندپایه، همکاران ارشد PGT و نیمی از کمیته مرکزی حزب چپ را بازداشت کردند. همه این هشت نفر به فرمانده "سپاه ۴" و شکنجه گر بدنام، خوان آنتونیو "ال چینو" لیما لوپز، تحویل داده شدند و پس از آن هرگز دیده نشدند.
بین سال‌های ۱۹۷۰ تا ۱۹۷۳، طبق گفته عفو بین‌الملل و سازمان‌های حقوق بشری داخلی مانند "کمیته بستگان افراد ناپدید شده"، بیش از ۱۵۰۰۰ مخالف غیرنظامی نیروهای امنیتی کشته یا "ناپدید" شده بودند. معدود بازماندگان این بازداشت‌های سیاسی، از شکنجه طی این بازداشت‌ها خبر دادند. از شکنجه‌های معمول بازداشت شدگان، خفگی با شلنگ‌های لاستیکی بود که با مواد سمی دفع آفات پر می‌شد. بسیاری از قتل‌ها به گروه‌هایی مانند "Ojo por Ojo" (چشم در برابر چشم) نسبت داده شد، که در اسناد اطلاعاتی وزارت امور خارجه ایالات متحده به عنوان "گروهی عمدتاً نظامی با همکاری غیرنظامی هاً توصیف شده‌است. علاوه بر هدف قرار دادن افرادی که به عنوان برانداز و دشمن سیاسی برچسب خورده بودند، نیروهای امنیتی در پوشش عملیات‌های پاکسازی اجتماعی مجرمان سابقه دار مانند "کرکس‌های مخفی" را نیز هدف قرار می‌دادند.
عفو بین‌الملل از گواتمالا به عنوان یکی از چند کشور تحت شرایط اضطراری حقوق بشر نام برد، در حالی که در گزارش سالانه مربوط به ۱۹۷۲–۱۹۷۳ از «موارد بسیار ناپدید شدن شهروندان گواتمالایی» به عنوان یک مشکل بزرگ و ادامه‌دار یاد می‌کند. به‌طور کلی، حدود ۴۲٬۰۰۰ غیرنظامی گواتمالایی بین سالهای ۱۹۶۶ و ۱۹۷۳ کشته یا «ناپدید» شدند.

## مراحل نسل‌کشی
سرکوب در شهر گواتمالا و در مناطق شرقی باعث شد شورشیان قادر نباشند یک پایگاه پشتیبانی غیرنظامی قوی ایجاد کنند و ظرفیت شورشیان برای سازماندهی و حفظ هرگونه نیروی قدرتمند چریکی کاهش یافت. با این حال، نارضایتی مردم از نقض حقوق بشر و نابرابری اجتماعی در گواتمالا همچنان ادامه داشت. شورش برای مدت طولانی خاموش باقی نماند. درست در همان سالی که سرهنگ اوزوریو پایان «دولت محاصره» را اعلام کرد، یک سازمان چریکی جدید که خود را ارتش چریکی فقرا (EGP) می‌نامید، از جنوب مکزیک وارد جنگل‌های Ixcán در شمال استان Quiche شد. به دور از چشم سرویس‌های اطلاعاتی گواتمالا، این گروه چریکی خود را در میان اردوگاه‌های بومیان جای داد و به مدت سه سال مخفیانه فعالیت کرد و اولین کنفرانس خود را در سال ۱۹۷۴ برگزار نمود.
در ۷ ژوئن ۱۹۷۵، EGP اولین اقدام خود را با ترور خوزه لوئیس آرناس در مزرعه خود او بنام "La Perla" شروع کرد. آرناس یکی از زمین داران بزرگ بود و به "ببر ایکسان" شناخته می‌شد. در آن روز، در جلوی دفتر او تقریباً دویست تا سیصد کارگر روستایی تحصن کرده بودند تا مزدشان را دریافت کنند. چهار فرد از اعضای EGP در میان کارگران پنهان شدند و با از کار انداختن رادیوی ارتباطی مزرعه آرناس را کشتند. پس از ترور، چریک‌ها به زبان ایکسیل با کشاورزان صحبت کردند و به آنها اطلاع دادند که آنها اعضای ارتش چریکی فقرا هستند و "ببر ایکسان" را به دلیل ارتکاب جنایات متعدد علیه روستاییان کشته‌اند. مهاجمان سپس به سمت منطقه چاجول گریختند، در حالی که پسر خوزه لوئیس آرناس، که در آن زمان در سن لوئیس ایکسان بود، به کوهی نزدیک پناه برد و منتظر ورود هواپیما بود تا او را مستقیماً به شهر گواتمالا و به کاخ ریاست جمهوری برساند. در آنجا او بلافاصله موضوع را به وزیر دفاع، ژنرال فرناندو رومئو لوکاس گارسیا گزارش داد. رومئو لوکاس در پاسخ به او گفت "شما اشتباه می‌کنید، هیچ چریکی در آن منطقه وجود ندارد."

علی‌رغم انکار جنرال رومئو لوکاس، دولت با موجی از سرکوب مقابله به مثل کرد. دولت به از میان بردن سازوکارهای دست زد که باور داشت پشتیبانی غیرنظامی EGP را ممکن می‌سازد. به‌طور سنتی، تعاونی‌ها به عنوان وسیله ای برای براندازی جناح چپ قلمداد می‌شد. با توجه به این واقعیت که تعاونی‌ها به منظور شفاف سازی به این سمت سوق داده شده بودند که نام اعضای خود را اعلام کنند، یافتن نام و نشانی افراد برای سر به نیست کردن آنها توسط سرویس‌های اطلاعاتی بسیار آسان بود. روستاییانی که عضو تعاونی‌ها به‌شمار می‌آمدند به صورت جداگانه یا جمعی ناپدید می‌شدند یا جسد آنها یافت می‌شد. در یک مورد در ۷ ژوئیه ۱۹۷۵ - یک ماه پس از ترور آرناس - گروهی از چتربازان ارتش با هلی کوپترهای UH-1H به بازار ایکسان گراند یورش بردند و ۳۰ عضو تعاونی زال بال را دستگیر کردند. همگی آنها «سر به نیست» شدند. این قتل‌ها و ناپدید شدن‌ها با نامه‌های تهدید آمیزی همراه بود که در همان زمان به نام جوخه مرگ MANO حزب حاکم MLN به تعاونی‌های شهر گواتمالا ارسال می‌شد:

"ما از گرایش‌های کمونیستی شما مطلع هستیم. تجربه به ما ثابت کرده‌است که تمامی سازمان‌های کارگری و تعاونی برای خشنودی سران کمونیست در دام قدرت آنها می‌افتند. ما سازماندهی و نیروی کافی برای جلوگیری از چنین اتفاقی را دارا هستیم. سی هزار گور مخفی وجود دارد که اثبات می‌کند…"

در سوگندنامه ژنرال Kjell Laugerud، به پرونده سی مردی که در ۷ ژوئیه توقیف شدند، و همچنین هفت مورد دیگر «ناپدید شدن» در همان تعاونی در نوامبر ۱۹۷۵ اشاره شده‌است. وزارت کشور اینکه افراد «ناپدید شده» توسط دولت دستگیر شده‌اند را انکار کرد. در مجموع قتل ۶۰ نفر از روسای تعاونی‌ها در ایکسکان بین ژوئن و دسامبر ۱۹۷۵ تأیید شده‌است. همچنین ترور ۱۶۳ نفر دیگر از روسای تعاونی‌ها و رهبران دهکده‌ها توسط گروه‌های مرگ بین سالهای ۱۹۷۶ و ۱۹۷۸ تأیید شده‌است. با این باور که کلیسای کاتولیک بخش عمده ای از پایگاه اجتماعی EGP را تشکیل می‌دهد، رژیم شروع به هدف قرار دادن مبلغان مذهبی نیز کرد. بین نوامبر ۱۹۷۶ و دسامبر ۱۹۷۷، جوخه‌های مرگ ۱۴۳ مبلغ مذهبی را به قتل رساندند. مستندات قتل‌ها و ناپدید شدن‌ها در این مدت، بخش کوچکی از آمار واقعی قتل‌ها توسط نیروهای دولتی را نشان می‌دهد. به ویژه اینکه بسیاری از روستاها در ارتفاعات و مناطق دورافتاده هستند و بسیاری از این کشتارها گزارش نشده‌است.

### قتل‌عام در پانزوس
در سال ۱۹۷۸، سرکوب شرکت‌های تعاونی کشاورزی بومیان سرخپوست فراتر از منطقه کوئیچ و در مناطق دیگر نیز از جمله نوار عرضی شمال (FTN) گسترش یافت. در پانزوس، روستاییان سرخپوست آلتا وراپاز با نقض حقوق بشر مواجه شدند. همچنین، کشاورزان و مقامات محلی به نفع منافع اقتصادی شرکت عملیات معدنی ایزابال (EXMIBAL)، این بومیان سرخپوست را از زمین‌هایشان اخراج کردند.
در سال ۱۹۷۸ یک گشت نظامی در چند کیلومتری سازمان اداری شهرستان پانزوس، در مکانی معروف به «کوینیچ» مستقر گردید. در این زمان ظرفیت سازمانی بومیان سرخپوست از طریق کمیته‌هایی که ادعای مالکیت بر سرزمین خود را مطرح می‌کردند افزایش یافته بود. این موضوع باعث نگرانی مالکان زمین‌های غصب شده گردید. برخی از این مالکان - از جمله فلاویو مونزون - معتقد بود: «یک مشت روستایی سرخپوست که ساکن در روستاها و آبادی‌ها هستند، برای بدست آوردن چند تکه زمین شخصی قصد دارند جمعیت‌های شهری را بسوزانند و از بین ببرند.» و سپس از استاندار آلتا وراپاز درخواست کرد که از آنها در برابر این روستاییان سرخپوست حفاظت کند.
در ۲۹ مه ۱۹۷۸، روستاییان سرخپوست از روستاهای زیادی (aboncito , Semococh , Rubetzul , Canguachá، Sepacay , finca Moyagua و محله La Soledad) تصمیم به برگزاری تظاهرات عمومی در پلازا د پانزوس گرفتند. آنها نارضایتی خود را از اقدامات خودسرانه مالکان زمین، مقامات اجرایی دولت، مقامات نظامی ابراز کردند. صدها مرد، زن و کودک بومی سرخپوست با حمل داس، چاقو و چوب‌های خود به میدان شهرداری پانزوس رفتند. یکی از افرادی که در این تظاهرات شرکت کرده اظهار داشت: «کسی قصد جنگ نداشت، ما می‌خواستیم وضع زمین‌هایی که از ما به‌زور گرفته شده‌بود مشخص شود. مردم از همه جا آمده بودند و سلاح دستشان بود.»
در مورد اینکه چطور تیراندازی شروع شد روایت‌های مختلفی وجود دارد: برخی می‌گویند تیراندازی زمانی شروع شد که "ماما ماکوئین" - یکی از رهبران زن برجسته روستاییان - سربازی را که سر راهش بود هل داد. برخی دیگر می‌گویند تیراندازی زمانی شروع شد که مردم سعی کردند وارد ساختمان شهرداری شوند. اما شهردار وقت، والتر اوردیک گزارش داده‌است که "افرادی که در پشت جمعیت حضور داشتند افراد جلویی را هل می‌دادند. یک شاهد عینی می‌گوید یکی از معترضین اسلحه یکی از سربازان را گرفت گرچه از آن استفاده نکرد. چند شاهد دیگر ادعا می‌کنند که فریاد یکی از افسران نظامی به گوش رسید که می‌گفت: "یک، دو، سه! آتش! " اما در نهایت، واقعیت این بود که ستوانی که سربازان را هدایت می‌کرد، دستور آتش گشودن به جمعیت را داده بود.
صدای شلیک‌ها تنها پنج دقیقه به صدا درآمد. نظامیان با مسلسل‌هایی که در دست داشتند و همچنین سه تیربار که در گوشه‌های میدان قرار داده شده بودند، بین ۳۰ تا ۱۰۶ تن از بومیان سرخ‌پوست از مرد و زن تا کودکان را قتل‌عام کردند. هیچ سربازی با شلیک گلوله زخمی نشد. تنها چند سرباز با قلاب سنگ بومیان زخمی شده بودند. در انتها، میدان مملو از خون بود.
باوجود اینکه بومیان سرخپوست در روستاها از این واقعه وحشت زده بودند، ارتش بلافاصله دسترسی به جاده‌های اصلی را مسدود کرد؛ و قبل از جابجایی سربازان زخمی، یک هلی کوپتر ارتش بر فراز شهر به پرواز درآمد.

### لیست سایر کشتارها در مناطق روستایی و ناپدیدشدن‌های جمعی
گزارش نهاد "بازیابی حافظه تاریخی" فهرست ۴۲۲ قتل‌عام که توسط هر دو طرف درگیری‌ها صورت گرفته را منتشر کرده‌است. با این حال، این نهاد اشاره دارد که علی‌رغم تمام تلاش‌هایشان، این فهرست کامل نیست؛ بنابراین این فهرست شامل برخی موارد مستند در گزارش‌های دیگر نیز می‌باشد. بیشتر مستندات موجود مربوط به سالهای ۱۹۸۱ و ۱۹۸۳ رخ داده‌است.
| #  | مکان                                   | دپارتمان    | تاریخ                                               | ریشه اتفاق |
| -- | -------------------------------------- | ----------- | --------------------------------------------------- | --- |
| ۱  | سانسیریسی، جالاپا                      | ال پراگرسو  | اواخر مارس ۱۹۷۳ اوایل فروردین ۱۳۵۲                  | نیروهای تحت امر ژنرال آفرین رایوس مونت دست به قتل‌عام روستاییان بی سلاح زدند. این اقدامی تلافی جویانه در پاسخ به بازپس‌گیری قطعه زمینی بود که روستاییان زینکا در ال پراگرسو کنترل آن را بدست گرفته بودند. |
| ۲  | زال بال، تعاونی، ایکسکان               | کوئیچ       | هفتم ژوئیه ۱۹۷۵ ۱۶ تیر ۱۳۵۴                         | مدت کوتاهی بعد از اولین اقدام گروه EPG، چتربازان ارتش به بازار محلی ایکسکان یورش بردند و ۳۰ نفر را دستگیر کردند. همگی این افراد "ناپدید" شدند. |
| ۳  | اَلوپا (شهرداری)                        | چیکوئیمولا  | سپتامبر ۱۹۷۸ شهریور ۱۳۵۷                            | حدود ۱۰۰ روستایی توسط PMA کشته یا سر به نیست شدند. کشته شدگان شامل چند تن از اعضای کلیساها، پانزده زن و بیش از چهل کودک می‌شدند. تنها در یک مورد، در ۱۶ ام سپتامبر افسران پلیس ۱۵ روستایی رو بازداشت کردند که بعدتر جسد همگی آنها غرق شده یا به دار آویخته یافت شد. مستندانی وجود دارد که نیروهای پلیس PMA کودکان را روی ران پا قرار می‌دادند و کمرشان را می‌شکستند. |
| ۴  | چاجول (شهرداری)                        | کوئیچ       | ۹ دسامبر ۱۹۷۹ ۱۸ آذر ۱۳۵۸                           | ارتش ۹ روستایی را در اوسپانتان بازداشت و به چاجول منتقل می‌کند. دو تن از روستاییان می‌توانند فرار کنند اما ارتشیان باقی افراد را مجبور به پوشیدن لباس‌های نظامی ارتش می‌کنند به دست آنها سلاح می‌دهند و وادارشان می‌کنند تا در یکی از جاده‌های خارج از منطقه چاجول حرکت کنند. کمی بعدتر، سربازان ارتشی همه آنها را به رگبار می‌بندند. در رسانه‌ها اعلام می‌شود که کشتگان نیروهای چریکی بودند که قصد حمله به ارتش را داشته‌اند. |
| ۵  | سان خوان کُتزال (روستا) ایکسیل          | کوئیچ       | ۲۸ ژوئیه ۱۹۸۰ ۶ مرداد ۱۳۵۹                          | ارتش شصت و چهار روستایی را در تلافی یورش چریک‌های EGP به یکی از پادگان‌های ارتش اعدام می‌کند. |
| ۶  | کُمالاپا (شهرداری)                      | چیمالتنانگو | ۴ فوریه ۱۹۸۱ ۱۵ بهمن ۱۳۵۹                           | در هفته اول فوریه، واحدهای نظامی ارتش شروع به جستجو در روستاهای منطقه پاپاچالا و پانی ماکاک کردند. طی این جستجو، ارتشیان ۱۶۸ روستایی شامل زنان و کودکان را به قتل رساندند. |
| ۷  | کوکوب (روستا)، نباج                    | کوئیچ       | ۱۷ آوریل ۱۹۸۱ ۲۸ فروردین ۱۳۶۰                       | در پانزدهم آوریل، شورشیان چریک EGP به یک گشت نظامی نزدیکی کوکوب در منطقه نباج یورش بردند. در این یورش پنج نظامی به هلاکت رسیدند. در هفدهم آوریل، یکی از نیروهای هوایی که بازسازی و تقویت شده بود به منطقه گسیل شد. طبق گزارش CIA، این نیرو با سوراخ‌هایی که روباه‌ها از آن استفاده می‌کردند، چریک‌ها و گروهی از مردم که عصبانی بودند را مواجه گردید. به سربازان دستور داده شده بود به هر چیزی که تکان می‌خورد شلیک کنند. در این عملیات، ۶۵ غیرنظامی کشته شدند که شامل ۳۴ کودک، پنج نوجوان، ۲۳ زن و مرد و دو سالمند می‌گردید. |
| ۸  | سان فرانسیسکو، کتزال (روستا)، کتزال    | کوئیچ       | می ۱۹۸۱ اردیبهشت ۱۳۶۰                               | نیروهای ارتش با لباس شخصی در میدان مرکزی جمع شدند و روستاییان را اعم از مرد، زن و کودک به صف کردند. سپس اسناد هویتی آنها را تک تک بررسی نمودند. یک نفوذی که صورتش پوشیده بود متهمان و مظنونین را در صف شناسایی می‌کرد. سی و پنج نفر اعدام شدند و سی و پنج نفر دیگر به مکان نامعلومی منتقل شدند و هرگز بازنگشتند. |
| ۹  | ال آربولیتو (روستا)، لا لیبرتاد        | پتن         | ۱۷–۲۴ ژوئن ۱۹۸۱ ۲۶ تیر ۱۳۶۰ تا ۲ مرداد ۱۳۶۰         | حدود ۵۰ روستایی کشته شدند و تعداد نامعلومی دستگیر گردیدند. نجات یافتگان از اقدام به ترساندن مردم و متهمان با اجرای اعدام‌های غیرواقعی، سوزاندن و خفگی با مواد شیمیایی می‌گویند. بعضی از مردم را مجبور به پوشیدن دستکش یا پوشیدنی‌های دیگری می‌کردند و آن را آتش می‌زدند. در مواردی به‌صورت جدی اعضای بدن می‌سوخت. |
| ۱۰ | پاناکال (روستا)، رابینال               | باجاورپاز   | ۳ و ۴ دسامبر ۱۹۸۱ ۱۲ و ۱۳ آذر ۱۳۶۰                  | در مجموع ۵۲ روستایی در پاناکال قتل‌عام شدند که شامل سه تن در دسامبر ۱۹۸۱ و ۴۷ تن در روز بعد می‌گردد. |
| ۱۱ | پیچک (روستا)، رابینال                  | باجاورپاز   | ۱ نوامبر ۱۹۸۱ ۲ ژانویه ۱۹۸۲ ۱۰ آبان ۱۳۶۰ ۱۲ دی ۱۳۶۰ | در پیچِک، سه قتل‌عام رخ داد که در مجموع به کشته شدن ۹۷ تن منجر گردید. این کشتار، شامل دو مرد در اول نوامبر ۱۹۸۱، ۳۰ فرد در ۲۲ نوامبر ۱۹۸۱، و پنج تن دیگر در دوم ژانویه ۱۹۸۲ می‌باشد. |
| ۱۲ | چاسیس (روستا)، سان خوان کوتزل          | کوئیچ       |                                                     | منطقه چی سیس هدف نظامی برای ارتش بحساب می‌آمد زیرا از نظر ارتش، روستای این منطقه اهمیت نمادین برای چریک‌های EGP داشت. ارتش بر این باور بود که رهبران چریک‌ها در این روستا حضور داشتند. در ژانویه ۱۹۸۲، چریک‌های EGP به پایگاه نظامی کوتزال حمله کردند. این حمله دو ساعت و ۲۰ دقیقه طول کشید و طی آن، ۱۰۰ نظامی و ۲۰ چریک کشته شدند. در اقدامی تلافی جویانه، نیروهای PAC و ارتش، به‌طور کامل روستای چی سیس را از بین بردند و تمام ۲۰۰ غیرنظامی این روستا را قتل‌عام کردند.                                                    |
| ۱۳ | زیکس (روستا)، چاجول                    | کوئیچ       |                                                     | در مجموع ۵۱ غیرنظامی در زیکس در زنجیره ای از رخدادها ترور شدند. در یکی از مهمترین این وقایع، حدود ۱۸ تا ۲۰ نفر در ۱۶ فوریه ۱۹۸۲ به‌صورت دسته جمعی به قتل رسیدند. در میان قربانیان، یازده کودک و یک زن باردار نیز وجود داشت که اعضای داخلی بدن ش بیرون آورده شده بود. باقی افراد در خانه‌هایشان محبوس و زنده زنده سوزانده شدند یا با ضربات داس و چاقو از بین رفتند. |
| ۱۴ | ایلوم (روستا)، چاجول                   | کوئیچ       |                                                     | در ایلوم، جاسوسان ارتش به فاش شدن هویت چریک‌هایی که از بومیان بودند کمک کردند و باعث قتل‌عام ۹۶ روستایی جلوی چشم خانواده‌هایشان شدند. پیش از این نیز، ارتش و گشت‌های پلیس ۲۸ مرد را از همان روستا کشته بودند. شصت کودک نیز به علت گرسنگی و بیماری طی ماه‌های بعد از کشتار از بین رفتند. |
| ۱۵ | چل (روستا)، چاجول                      | کوئیچ       | ۳ آوریل ۱۹۸۲ ۱۴ فروردین ۱۳۶۱                        | بعنوان بخشی از عملیاتی به نام "پیروزی ۸۲"، سربازان ارتش از پادگان نظامی لاپرلا به مناطق مسکونی چل یورش بردند و ۹۵ غیرنظامی را قتل‌عام کردند. |
| ۱۶ | لا پلازوئلا، سن مارتین، جیلوتپک        | چیمالتنانگو |                                                     | طی سه ماه به‌صورت مکرر، سربازان به منطقه غیرنظامی لا پلازوئلا حمله می‌کردند. طی این حملات ۱۵۰ نفر قتل‌عام شدند. |
| ۱۷ | آکول (روستا)، نباج                     | کوئیچ       |                                                     | در نبردی علیه چریک‌ها، ۱۷ تن به قتل رسیدند. |
| ۱۸ | پلان دی سانچنز (روستا)، رابینال        | باجاورپاز   |                                                     | ارتش، ۲۵۰ بومی مایایی که بیشتر زن و کودک و افراد کهنسال بودند را مورد آزار و اذیت قرار دادند و در نهایت قتل‌عام کردند. این واقعه بعد از بمباران هوایی روستا اتفاق افتاد. سربازان به دختران جوان تجاوز می‌کردند و سپس آنها را به قتل می‌رساندند و سر خردسالان را به زمین می‌کوبیدند تا بمیرند یا آنها را به داخل خانه‌های آتش گرفته می‌انداختند. |
| ۱۹ | سانتا آنیتا (روستا)، سن مارتین جیلوتپک | چیمالتنانگو |                                                     | سربازان ۱۴ بومی را در ۱۴ اکتبر ۱۹۸۲ به قتل رساندند. در ماه‌های قبل از این واقعه، نیروهای امنیتی ۳۰ روستایی را ترور کرده بودند. |
| ۲۰ | داس ارس (روستا)، لا لیبرتاد            | پِتِن         | ۸ دسامبر ۱۹۸۲ ۱۷ آذر ۱۳۶۱                           | در یک عملیات فریب نام «عملیات براش کاتر»، ۵۸ نظامی لباس چریک‌ها را پوشیدند و وارد «داس ارس» شدند. طی روزهای بعد، به دختران جوان تجاوز کردند، شکم مادران باردار را پاره کردند و جنین‌هایشان را بیرون کشیدند، با چکش و پتک بر سر روستاییان زدند و در نهایت اجساد را در چاه انداختند. دست کم ۲۲۵ روستایی در این قتل‌عام از بین رفتند. |
| ۲۱ | سومال، نباج                            | کوئیچ       |                                                     | سربازان قرارگاه استانی در بلندی‌های سومال گروهی هشت تا ده نفره از بومیان را با مخفی شدن در میان کوه‌ها اسیر کردند. تمامی دستگیرشدگان زنده زنده سوزانده شدند. |
| ۲۲ | کمپ پناهجویان، پناس، بلانکاس           | آلتا ورپاز  |                                                     | سازمان عفو بین‌الملل گزارش‌هایی دریافت کرد از اینکه ۳۲ نفر شامل ۱۴ کودک در کمپی نزدیک پناس بلانکاس در تاریخ هشتم اوت ۱۹۸۳ به قتل رسیدند. |
| ۲۳ | زیوویکالویتاز (روستا)                  | نباج        |                                                     | یک گروه ۱۰۰ نفره از سربازان از هنگ نظامی سومالیتو به روستا وارد شد و باعث شد تا روستاییان به کوه‌های اطراف فرار کنند. بخش اعظم سربازان از روستا خارج شدند و اندکی از آنان در روستا کمین کردند. کمی بعدتر بعضی از روستاییان به روستا بازگشتند تا در یکی از خانه‌ها پناه بگیرند. همه ۲۵ تن آنان قتل‌عام شدند. |
| ۲۴ | زیتزان باجو (روستا)، پاتزون            | چیمالتنانگو | ۱۸ ژانویه ۱۹۸۵ ۲۸ دی ۱۳۶۳                           | ارتش هشت مرد که برای گشت زنی داوطلب شده بودند را در یک مدرسه شکنجه و سپس به قتل می‌رساند و باقی داوطلبان گشت زنی را مجبور می‌کند مدرسه را تمیز و هر هشت نفر را دفن کنند. یک کلیسای کاتولیک در ژوئیه ۱۹۸۵ گزارش کردند که طی هفت ماه بعد از ژوئیه ۶۰ روستایی توسط نظامیان در پاتزون قتل‌عام شده‌اند. |
| ۲۵ | زیوکالویتاز (دهکده)، نباج              | کوئیچ       | ۲۸ و ۲۸ ژوئیه ۱۹۸۶ ۶ مرداد ۱۳۶۵                     | یگان‌های ارتش از هنگ لاپرلا، ۳۳ روستایی بی سلاح را با تیربار و خمپاره انداز قتل‌عام کردند. در میان کشته شدگان زنان و کودکان نیز بودند. |

## یادبود
- آهنگ آر.ئی. ام به نام "گل‌های گواتمالا" برای گرامیداشت یاد کشته شدگان نسل‌کشی گواتمالا است.

- صلیب بزرگی برای بزرگداشت یاد روستاییان سرخپوست قتل‌عام شده در این نسل‌کشی در منطقه دوس ارس نصب شد.[۲۵]